# Sofia Rotaru
Sofia Rotaru, née le 7 août 1947 à Marchyntsi en Ukraine, est une chanteuse pop, autrice-compositrice et productrice cinématographique ukrainienne.
Sa carrière s’étend sur une quarantaine d’années , de la fin des années 1960 à la fin des années 2000. Elle est une des artistes les plus connues de la scène musicale dans les anciens pays de l’Est où elle est une icône de la musique pop. Sofia Rotaru est surtout connue pour ses chansons en langues russe, ukrainienne ou roumaine. Plusieurs titres honorifiques, donc ceux d'Héroïne d'Ukraine et d'artiste émérite d'Ukraine, de Moldavie et d'URSS, lui ont été décernés.

## Biographie

### Enfance et adolescence
Sofia Rotaru est née le 7 août 1947 dans une famille de vignerons du village de Marchintsy (raïon de Novosselytsia, oblast de Tchernivtsi, en république socialiste soviétique d'Ukraine). Elle est le deuxième enfant d'une famille de six enfants. Son père a combattu pendant la Seconde Guerre mondiale, jusqu'à Berlin. Blessé, il est rentré auprès de sa famille en 1946. La famille a des conditions de vie très modestes, parents et enfants travaillent dans les champs ou sur les marchés, mais elle se souvient de cette période comme une période heureuse.
Les aptitudes musicales de Sofia se révèlent très tôt : elle chante dès ses premières années de scolarité dans la chorale de son école, ainsi qu'au sein du chœur de son église (ce qui est peu apprécié à l'école par les pionniers). Durant sa jeunesse, elle est attirée par le théâtre et par le cercle dramatique tout en interprétant des chansons folkloriques en amateur.
Elle participe avec succès à plusieurs concours vocaux pour artistes amateurs et poursuit, après ses études secondaires, des études musicales à Tchernivtsi, puis à l’Institut des arts Gavriil Muzicescu de Chișinău, dans la classe de direction de chœur de la professeure Lidia Axionova.

### Parcours musical
En 1968, après la fin de ses études musicales universitaires, Sofia Rotaru participe au neuvième festival mondial de la jeunesse et des étudiants à Sofia (Bulgarie). Elle remporte le premier prix dans la catégorie « chansons folkloriques ».
Elle devient enseignante. Cette même année 1968, elle épouse Anatoli Ievdokimenko, étudiant à l'université de Tchernivtsi, qui évolue en tant que trompettiste dans un orchestre de jazz universitaire. Le 24 août 1970, naît son fils Rouslan.
En 1971, le réalisateur Roman Oleksyv tourne le premier film musical ukrainien moderne, Tchervona Routa. Sofia Rotaru est l'héroïne principale du film. L'essentiel de la bande-son est constitué de morceaux du compositeur Volodymyr Ivassiouk, mais aussi d'autres auteurs (Zinkevitch, Iaremtchiouk) et d'autres chanteurs. Cette œuvre cinématographique a un succès considérable. Après la sortie du film sur les grands écrans, Sofia Rotaru reçoit une invitation à intégrer l'orchestre philharmonique de Tchernivtsi et crée son propre groupe musical, Tchervona Routa.
Un changement s’effectue également dans son style musical : la collaboration avec le compositeur Volodymyr Ivassiouk permet de créer un nouveau style, qui reste en partie inspiré de la musique folklorique, mais à laquelle sont désormais mêlés des instruments et des arrangements typiques de la musique pop. Ceci contribue à l'immense popularité de Rotaru en Ukraine et dans les pays de l’Est. Elle publie au fil des décennies une quarantaine d’albums, et effectue des tournées dans l’ensemble du bloc soviétique, URSS mais aussi Pologne, Bulgarie, Roumanie, etc..
Favorisant une telle popularité, elle bénéficie d’une couverture médiatique, à la radio ou à la télévision, au même titre que la chanteuse russe Alla Pougatcheva. Durant la Guerre froide, le travail artistique de Sofia Rotaru est mis en exergue par les autorités soviétiques en tant qu'exemple d'une culture soviétique internationale : c’est une chanteuse d’origine moldave qui interprète des chansons en langues roumaine, ukrainienne et russe et qui recueille la ferveur d'un auditoire composé de plusieurs millions de personnes.
À partir des années 1970, elle remporte régulièrement le concours de la Chanson de l'Année. Ses titres sont créés en collaboration avec les meilleurs compositeurs et plumes du pays. Arno Babadjanian écrit Rends-moi ma musique (Верни мне музыку), Alex Majoukov Et la musique joue (А музыка звучит) et La flèche rouge (Красная стрела), Pavel Aïedonitski Pour ceux qui attendent (Для тех, кто ждёт), Oscar Feltsman Seulement pour toi (Только тебе), David Toukhmanov Cigogne sur le toit (Аист на крыше), Dans ma maison (В доме моём) et Waltz (Вальс), Iouri Saulski Histoire ordinaire (Обычная история), et Chanson d'automne (Осенняя мелодия), Alexandra Pakhmoutova Tempo (Темп), Raimonds Pauls Danse du tambour (Танец на Барабане), Alexandre Zatsepine Comme sur Terre (Совсем как на Земле)… Sofia Rotaru est la première interprète des chansons du compositeur Evgueni Martynov, dont Fidélité de cygne (Лебединая верность), Pommiers en fleurs (Яблони в цвету) et Ballade de mère (Баллада о матери). Des chansons telles que Ma Patrie (Родина моя) ou Bonheur à toi, ma terre (Счастье тебе, Земля моя) sont considérées comme des chefs-d'œuvre de la musique patriotique soviétique.
À la fin des années 1970, ont lieu des concerts en Allemagne de l'Ouest et à Berlin-Ouest. Rien qu'en automne 1979, Sofia Rotaru donne plus de vingt concerts, à Munich et dans d'autres villes. La société ouest-allemande propose à la chanteuse de sortir un CD avec des chansons italiennes et françaises, langues relativement intelligibles pour elle car elles appartiennent au même groupe linguistique que le moldave. Cependant, l'administration russe impose à Sofia Rotaru de refuser cette proposition. Les informations officielles sur le contenu de la coopération avec la maison de disques de l'Ouest seront tenues secrètes jusqu'au milieu des années 1980, près de dix ans après la sortie du single, dans un contexte de perestroïka.

« - La maison de disques de Munich Ariola, qui a rendu une renommée mondiale à Mireille Mathieu, Karel Gott et de nombreux autres chanteurs étrangers vient de vous inviter, par ailleurs, la seule chanteuse de l'Union soviétique jusqu'à ce jour, pour enregistrer un disque vinyle. Parlez-nous de ce travail.
- Un premier enregistrement test de deux chansons en allemand est déjà sorti. Maintenant, je repars en Allemagne, à Munich, où la même maison sortira un album vinyle, qui comprendra des chansons folkloriques et des mélodies de compositeurs soviétiques. »

— - D'après une interview à Moskovskaïa Pravda 13 mars 1979
Mais l'enregistrement de l'album vinyle n'aboutit pas.
En août 2000, un site internet officiel lui a été créé.
Le 23 octobre 2002, après un accident vasculaire cérébral, son mari décède dans une clinique de Kiev.
Au milieu des années 2000, Sofia Rotaru reste la chanteuse la plus populaire en Russie et en Ukraine. En août 2002, le président ukrainien Leonid Koutchma lui a décerné le titre de Héros d'Ukraine pour « ses mérites exceptionnels dans le domaine de l'art »,.

## Nom de scène
Marchyntsi, le village natal de la chanteuse, faisait partie de la Roumanie jusqu'en 1940, ce qui explique les différentes orthographes du nom et du prénom de la chanteuse. Dans le générique du film Tchervona Routa, Sofia apparaît avec le nom Rotar'. Lors de ses premiers tournages, son prénom s'écrivait Sofiya. Edita Piekha a conseillé à Sofia d'orthographier ses nom et prénom en harmonie avec ses origines moldaves, notamment avec la lettre « u » à la fin de son nom de famille. En roumain, rotaru signifie charron. Selon sa sœur Aurica Rotaru :
« Non, personne ne l'a inventé, cela est dû au fait que ce village, dans lequel nous sommes nés, a appartenu à la Roumanie, il faisait partie du territoire de la Roumanie, et maintenant, après la guerre, le territoire a été annexé à l'Ukraine. Notre père a été convoqué au commissariat militaire et on lui a dit que son nom roumain devait être russifié. Donc on a supprimé la lettre « u » à la fin, et au lieu de Rotaru le nom est devenu Rotar' avec « ь », ainsi nous avons tous eu le nom de famille Rotar'. Alors qu'en fait, Rotaru est le véritable nom d'origine... »
— Aurica Rotaru

## Une famille de musiciens
Sa sœur cadette Aurica Rotaru, sa sœur Lidia et son frère Ievgueni ont également poursuivi une carrière dans le chant. Aurica a chanté à la fois comme soliste et comme choriste, puis a cessé après dix ans d’activité scénique. Contrairement à la sœur cadette, le duo composé de Lidia et Ievgueni Rotaru, spécialisé dans l'europop italien des années 1980, n'a pas obtenu un grand succès. Il a dû cesser son activité artistique en 1992.

## Politique
Sofia Rotaru a toujours évité les discours idéologiques. Issue d'un territoire qui est passé au cours des XIXe et XXe siècles de la principauté de Moldavie à la Russie tsariste puis soviétique, à la Roumanie puis à l'Ukraine, son identité multiculturelle a été à double tranchant à l’époque soviétique. Elle a été utilisée par le pouvoir et célébrée comme une des grandes chanteuses soviétiques. Pour autant, en 197, sa famille a été mise au ban par le pouvoir local pour avoir continué à célébrer Noël : le père de Sofia Rotaru, Mikhaïl, est ainsi renvoyé du Parti communiste et licencié, et le frère de la chanteuse est exclu du Komsomol et de l'université.
Ce pouvoir soviétique s’est également montré très prudent concernant des enregistrements en français ou en italien. 
Plus récemment, à la suite de l'annexion de la Crimée (où elle vit) par la Russie en 2014, elle a refusé la nationalité russe.

## Hommages
C'est une artiste multi récompensée :
- artiste émérite d'Ukraine
- artiste du peuple de l'URSS
- ordre de l'Amitié des peuples
- ordre de la princesse Olga
- artiste du Peuple de la RSS d'Ukraine
- ordre de l'État d'Ukraine
- Artiste émérite de la RSS d'Ukraine
- prix « Par l'art : vers la paix et la compréhension mutuelle »
- artiste du peuple de la RSS moldave
- légende nationale d'Ukraine.